# Varrás

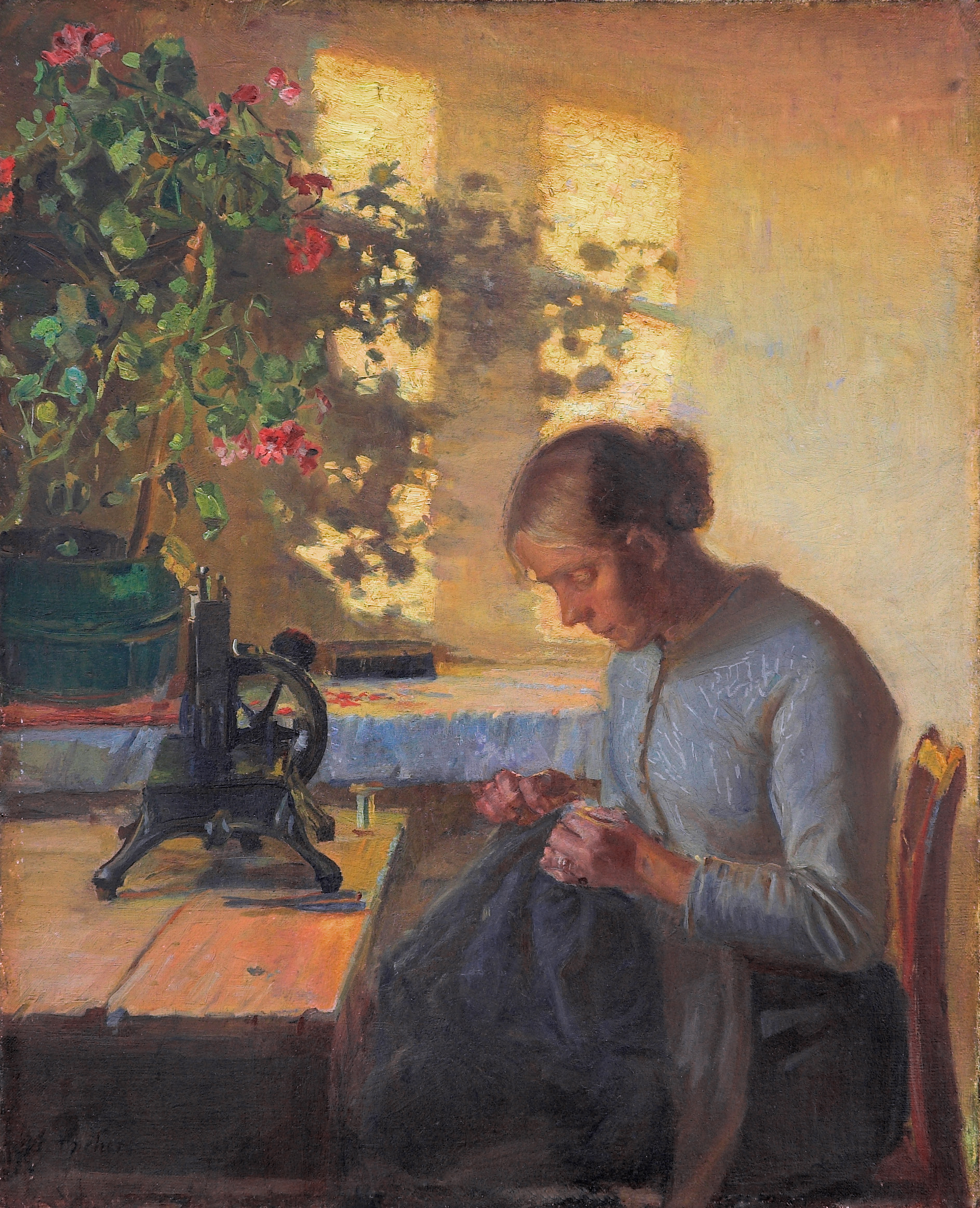
Varró nő (Anna Ancher, 1890)

A varrás a legősibb kézműves szakmák egyike. Noha napjainkban a ruhakészítés ipari méreteket öltött, és gépesített módon zajlik, még mindig akadnak varrónők és szabók, akik személyre szabott öltözékeket készítenek, de ha valaki szert tesz egy varrógépre és elég kreatív, akár otthon is nekiláthat magának vagy családtagjainak varrni.

## Történet
Az ember már a kőkorszakban is varrt mamutagyarból és rénszarvasagancsból készített csonttűvel, fonal helyett inakkal és szőrdarabokkal összeerősítve az anyagokat.
A legrégebbi ismert ruhadarab az i.e. 2800-ban készült, vékony len szövetből Egyiptomban. Az ókori Egyiptomban már ismert volt a hímzés és applikáció. Sőt a pliszé is. A ruhák ilyetén való magas szintű készítése megkívánta a tű készítését is. Ezüst, arany és réz állt rendelkezésre a varrótű előállításához. Az első varrótűk meglehetősen durva kiképzésűek voltak. A kevés fennmaradt lelet bizonysága szerint 10–14 cm hosszúak és 3–4 mm vastagok is voltak. Találtak azonban i.e 3000-ből származó aranytűt, amely vékony volt és 24 mm hosszú. Az arany puhasága miatt a fémet ötvözték. A korrózió és az újra felhasználás miatt kevés lelet maradt fenn. Mai feltételezések szerint a vastag, durva tűket valamely szerszámmal kellett átnyomni a textílián. ennek azonban nem találták nyomát.  
A varrás történetben a legnagyobb áttörést a varrógép megjelenése jelentette az 1790-es években, noha ezt a varrógépet még cipő és csizma varrására szánták, és inkább a kézi öltést utánozta a szövet továbbítására, ám a gyakorlatban nem nagyon váltak be.
Isaac Merritt Singer a 19. század közepén elődei találmányait saját ötleteivel (például a pedálhajtással) egészítette ki. 1857-ben gyárat alapított a varrógépalkatrészek tömeggyártására, ezzel jelentősen csökkentve azok árát. Nevéhez fűződik a varrógépek világméretű eladó- és szervizhálózatának bevezetése, ami hozzájárult a varrógép tömeges elterjedéséhez és alkalmazásukhoz a ruhaiparban és a háztartásokban is.
Az ipari forradalom hatására kezdődött el a ruhaipar tömegesedése is, mely a szabók és varrónők megélhetését fenyegette. A varrónő szakmája a globalizált világpiac kegyetlen törvényeinek ellenére is fennmaradt, és a magánvállalkozás formájában még ma is egy alternatívát nyújt azoknak, akik az uniformizált ruhaneműk helyett egyedibb öltözékekre vágynak.

## Eszközök
A varráshoz nélkülözhetetlen kellék a varrógép, amelyet kezdetben lábbal hajtottak, napjainkban pedig villamos energiával működik. A varrógépbe másfajta varrótű kell, mint a hagyományos kézi varráshoz. Szükséges még a megfelelő színű és vastagságú cérna, a mérőszalag, az olló valamint a méteráru boltban megvásárolható ruhaanyag. A legtöbben a varrással kapcsolatos magazinok mellékleteiben fellelhető kész szabásmintákkal dolgoznak, ezek arányait a levett méretek (derék-, csípő-, mell-, derékbőség, comb- és karszélesség) megfelelően növelve és csökkentve kapjuk meg az ideális szabásmintát.

## Oktatás
Hivatásos varrónőket szakközépiskolákban illetve OKJ-s képzés keretein belül működő tanfolyamokon képeznek. Tanulmányai befejezése után a varrónő gyakornoknak, „inasnak” szegődik egy nagyobb céghez, ruhagyárhoz, majd az esetek többségében saját vállalkozást indít, melynek működéséhez elengedhetetlen a kapcsolati tőke és a stabil vendégkör.
Az egyedi ruhadarabokra vágyóknak megoldást jelenthet még az is, ha önállóan, hobbiszinten készítenek otthon ruhákat, melyhez vagy autodidakta módon, vagy egy tanfolyam segítségével szert tesznek a varrással kapcsolatos alapvető ismeretekre, mint például a szabásminta elkészítése, a varrógép használata, a méretek levétele. A napközben munkájukat végzőknek ideálisak az esti vagy hétvégi tanfolyamok, amelyekből nagyobb városokban bőven lehet válogatni. A tanulók saját maguk vásárolják meg az anyagot, majd lépésről lépésre haladnak a bonyolult öltözékek felé: először egyszerű rövidnadrágot, szoknyát készítenek, a kurzus végére viszont akár egy kosztüm vagy télikabát elkészítésének fortélyát is elsajátították.